# Repubblica Socialista Sovietica Autonoma del Daghestan
La Repubblica Socialista Sovietica Autonoma del Daghestan (in russo Дагестанская Автономная Советская Социалистическая Республика?; 1921–1991), abbreviato in RSSA Daghestana (in russo Дагестанская АССР?; in avaro: Дагъистаналъул АССР; in cumucco: Дагъыстан АССР; in lesgo: Дагъустандин АССР; in lak: Дагъусттаннал АССР) o RSSAD (in russo ДАССР?) e conosciuto in maniera non ufficiale come Daghestan sovietico o semplicemente Daghestan, è stata una repubblica socialista sovietica autonoma della RSFS Russa all'interno dell'Unione Sovietica. Questa "Terra delle montagne" era conosciuta per avere una "montagna di popoli" con più di trenta gruppi etnici indigeni del territorio. Sebbene come parte della sua strategia per la promozione delle lingue locali e per disincentivare i movimenti panturchi e panislamici, ad una mezza dozzina di queste etnie fu garantita l'istruzione nella loro lingua nativa in un certo periodo della storia sovietica, il russo divenne la seconda lingua più diffusa e gradualmente la lingua franca, specialmente nelle aree urbane.
L'asteroide 2297 Daghestan, scoperto nel 1978 dall'astronomo sovietico Nikolaj Černych, è intitolato alla RSSA Daghestana.

## Storia
La Repubblica Sovietica Socialista Autonoma del Daghestan fu istituita il 20 gennaio 1921, sul territorio del Daghestan e in parte su quello dell'oblast' di Terek. Durante il primo congresso costituzionale dei soviet, che si tenne dal primo al 7 dicembre 1921, fu approvata la Costituzione della RSSA Daghestana. Il 16 febbraio 1922, la repubblica fu insignita dell'Ordine della Bandiera rossa del Lavoro per la coesione della popolazione durante la costruzione del canale di irrigazione lungo 50 km intitolato alla Rivoluzione d'Ottobre anche durante diversi subbotnik.
Il 6 settembre 1931 la RSSA Daghestana fu inclusa nel territorio del Caucaso settentrionale.
Con l'adozione della nuova costituzione stalinista il 5 dicembre 1936, la repubblica fu rimossa dalla regione del Caucaso settentrionale e l'ordine delle parole nel titolo fu cambiato in Repubblica Socialista Sovietica Autonoma del Daghestan. In seguito, il 12 giugno 1937, l'XI Congresso straordinario dei soviet approvò la Costituzione della RSSA Daghestana.
Il 22 febbraio 1938, cinque regioni settentrionali della repubblica (Ačikulak, Karanogaj, Kajasulin, Kizljar, Šelkov) furono trasferite nel territorio di Ordžonikidze (l'attuale kraj di Stavropol'). Inoltre, Kizljar divenne centro di una regione autonoma (l'attuale Kizljarskij rajon).
Il 7 marzo 1944, in seguito alla dissoluzione della Repubblica Socialista Sovietica Autonoma Ceceno-Inguscia, molte delle sue regioni montuose furono annesse alla RSSA Daghestana fino al 9 gennaio 1957, quando la RSSA Ceceno-Inguscia. La RSSA Daghestana, nell'abolito oblast' di Groznij, comprendeva buona parte del territorio dell'ex distretto di Kizljar adottando in seguito i confini moderni.
Nel 1965, la repubblica fu insignita dell'Ordine di Lenin e nel 1970 dell'Ordine della Rivoluzione d'ottobre.
Il 13 maggio 1991, il Congresso dei deputati del popolo della RSSA del Daghestan adottò una risoluzione sullo stato di autonomia dell'autorità, secondo la quale la repubblica fu trasformata in una repubblica socialista sovietica all'interno della RSFSR.
Il 17 dicembre dello stesso anno, il Consiglio supremo del Daghestan adottò una dichiarazione sull'indivisibilità e sull'integrità della repubblica, menzionata come Repubblica del Daghestan.
Il 21 aprile 1992, il Congresso dei deputati del popolo della nuova Federazione Russa introdusse la doppia dicitura "Repubblica Socialista Sovietica del Daghestan - Repubblica del Daghestan" nella Costituzione e l'emendamento entrò in vigore il 16 maggio 1992. Il 30 luglio 1992, il Consiglio Supremo del Daghestan modificò la costituzione della repubblica, proclamando l'equivalenza dei nomi "Repubblica Socialista Sovietica del Daghestan" e "Repubblica del Daghestan".
Il 25 dicembre 1993 entrò in vigore una nuova Costituzione della Federazione Russa nella quale venne usato il nome "Repubblica del Daghestan" per riferirsi alla repubblica.